# Latarnia morska Heugh Hill
Latarnia morska Heugh Hill – latarnia morska znajduje się na wyspie Lindisfarne położonej u północno-wschodnich wybrzeży Anglii w hrabstwie Northumberland. Latarnia została uruchomiona w 1995 roku. Sąsiaduje z latarnią morską Guile Point East.
Jest administrowana przez Trinity House. Jest sterowana z Trinity House Operations Control Centre w Harwich.